# Super Mario World (TV-serie)
Super Mario World är en amerikansk tecknad TV-serie som producerades av DiC Entertainment och sändes först på den amerikanska kanalen NBC 1991. Serien är löst baserad på spelet med samma namn och handlar om Mario, Luigi, Princess Toadstool och Yoshis äventyr i Dinosaur World. I serien introducerades även grottmänniskor, som inte fanns med i spelet, där Oogtar the Caveboy är mest framträdande. Super Mario World var DiC Entertainments sista Mario-baserade TV-serie.

## Inledning
Efter att King Koopas (Bowsers) familj och deras medhjälpare blivit landsförvisade från Mushroom Kingdom i The Adventures of Super Mario Bros. 3, bestämde sig Princess Toadstool, Mario och Luigi att åka på semester till Dinosaur World (Dinosaur Land). När de kom fram blev Princess Toadstool kidnappad av King Koopa. Mario och Luigi blev vän med Yoshi, och med hans hjälp lyckades de rädda Princess Toadstool från Koopa i Neon Castle (Bowser's Castle). Därefter beslutade de sig för att stanna i Dome City i Dinosaur World med grottmänniskorna. Det är alltså tiden efter handlingen i spelet som äventyren i TV-serien börjar.

## Handling
I de flesta avsnitten försöker Mario, Luigi, Yoshi och Princess Toadstool, och ibland även Oogtar the Caveboy tillsammans med de andra grottmänniskorna, stoppa King Koopa och hans Koopalings planer för att förstöra i Dinosaur World. I vissa avsnitt dyker även andra onda karaktärer upp, som till exempel Wizardheimer och DinoRiders.
Alla episoder innehåller också en sång. Sångens text handlar om det som händer i just den episoden. Exempelvis heter sången i episoden Mama Luigi, Looking for You och handlar om hur Yoshi hela tiden försvinner och Luigi måste leta efter honom.

## Skillnader mot spelet
Många skillnader mot spelet med samma namn gjordes. Till exempel tillkom grottmänniskorna och deras stad Dome City, som inte fanns med i spelet. Andra skillnader är att Yoshi började prata på engelska istället för på Yoshis eget språk, Bowser nämndes aldrig som "Bowser", utan bara som "King Koopa" och alla Koopalings namn var utbytta precis som i The Adventures of Super Mario Bros. 3. Dessutom byttes många namn på platser och fiender ut:
- Dinosaur Land kallades för "Dinosaur World".
- Boos kallades för "Ghosts"
- Banzai Bills kallades för "Magnum Bills".
- Bowser's Castle kallades för "Neon Castle" och "Coney Island Disco Palace".
- Chargin' Chucks kallades för "Koopa Football Players".
- Forest of Illusion kallades för "the Enchanted Forest".
- Mecha-Koopas kallades för "Mechkoopas" eller "Robot-Koopas".
- Magikoopas kallades för "Koopa Wizards".
- Sumo Bro. kallades för "Fire Sumo".
- Urchins kallades för "Spine Fish".
- Wigglers kallades för "Caterpillars".
- Monty Moles kallades för "Gophers".'

## Röster
- Walker Boone — Mario
- Tony Rosato — Luigi
- Tracey Moore — Princess Toadstool
- Andrew Sabiston — Yoshi
- Harvey Atkin — King Koopa
- Tara Charendoff — Hip, Hop
- John Stocker — Oogtar the Caveboy, Koopa Wizard, Monty Moles, Koopa Football Players, Wizardheimer
- Paulina Gillis — Kootie Pie Koopa
- James Rankin — Cheatsy Koopa
- Dan Hennessey — Big Mouth Koopa, Green Dinosaur, Purple Dinosaur
- Michael Stark — Kooky Von Koopa
- Gordon Masten — Bully Koopa
- Judy Marshak — andra röster
- Catherine Gallant — andra röster
- Stuart Stone — andra röster

## Avsnitt
- Namn inom parentes är de som användes i spelet.

| Nr | Namn på avsnitt                 | Sändningsdatum | Manusförfattare                   | Handling |
| -- | ------------------------------- | -------------- | --------------------------------- | --- |
| 1  | Fire Sale                       | 1991-09-14     | Brooks Wachtel                    | Kootie Pie Koopa (Wendy O'Koopa), som bor i Ice Palace, tycker alltid att det är för kallt. Därför bestämmer hon sig att kidnappa Mama Fireplant från Dome City, som kan värma upp Ice Palace. Samtidigt har Mario, Luigi, Princess Toadstool, Yoshi och grottmänniskorna grillfest. Yoshi äter upp all mat så att de andra inte får något. Därför skickar Luigi Yoshi till Mama Fireplants hus för att hämta fireballs, samtidigt som de andra skaffar mer mat. När Yoshi äntligen når fram, efter att ha varit rädd för att korsa floden, är Mama Fireplant försvunnen. Mario, Luigi, Princess Toadstool och Yoshi ger sig därför av till Ice Land för att leta efter henne.                                                                  |
| 2  | The Wheel Thing                 | 1991-09-21     | Jack Hanrahan Eleanor Burian-Mohr | Mario tycker att det ser jobbigt ut att bära runt på massa stenar och andra tunga saker som grottmänniskorna gör. Därför kommer han på idén att tillverka hjul av trä, men grottmänniskorna fattar inte hur de ska användas. Samtidigt bygger Kooky Von Koopa (Ludwig Von Koopa) en jättestor maskin som ska förstöra Dome City. |
| 3  | Send in the Clown               | 1991-09-28     | Martha Moran                      | Mario, Luigi och Princess Toadstool spelar tennis med fireballs som bollar. Princess Toadstool har kommit på ett bra sätt att serva på. Hon använder en Fire Plant (Volcano Lotus) som automatiskt spottar en fireball över nätet. De har bara ett problem, Yoshi vill hela tiden äta upp "bollarna". Samtidigt gör King Koopa och hans Koopalings reklam för en cirkus som de ska anordna. Alla grottmänniskor går dit och Mario, Luigi, Princess Toadstool och Yoshi följer med för att övervaka så att inget ont inträffar. En stund in i cirkusen börjar artisterna attackera publiken och de buras in. Mario i en bur för sig, tillsammans med tre ilskna dinosaurier.                                                                     |
| 4  | Ghosts 'R' Us                   | 1991-10-05     | Perry Martin                      | Oogtar the Caveboy har försvunnit i Enchanted Forest (Forest of Illusion) och Mario, Luigi, Princess Toadstool och Yoshi är tvungna att leta rätt på honom. De stöter på Wizardheimer (Magikoopa) som kidnappar Mario, Luigi och Princess Toadstool. Yoshi däremot, klarar sig, eftersom han blivit rädd och sprungit iväg. I skogen stöter Yoshi på Oogtar och de tar sig tillsammans genom skogen och utsätts för flera faror. När de kommer till Wizardheimers slott blir även Oogtar tillfångatagen och allt hänger nu på Yoshi. |
| 5  | The Night Before Cave Christmas | 1991-10-12     | Phil Harnage Martha Moran         | Mario, Luigi och Princess Toadstool upptäcker att alla grottmänniskor bråkar om vems saker som är vems hela tiden. Därför hittar de på "Cave Christmas" som är en dag då alla måste vara snälla mot varandra. Bara lydiga barn får godis och presenter av Santa Claus. Detta gör att alla grottmänniskor blir glada och snälla, och startar förberedelserna inför morgondagen. Mario, Luigi och Princess Toadstool börjar tillverka presenter och när de är klara stoppar de dem i en stor julklappssäck. Oogtar the Caveboy är väldigt nyfiken och vill tjuvkika i säcken. När han gör det kommer King Koopa och stjäl säcken och Oogtar gömmer sig i den.                                                                                     |
| 6  | King Scoopa Koopa               | 1991-10-19     | Phil Harnage                      | Princess Toadstool serverar grönsaksfyllda smörgåsar åt Mario och Luigi, vilket Mario kallar för "kaninmat". Just då upptäcker de att Yoshi, som aldrig missar lunchen, inte är där. De hör ett högt rytande och springer ut och upptäcker att King Koopa har öppnat en egen snabbmatsrestaurang, där Yoshi och grottmänniskorna står i kö. De köper mat och sätter sig och äter. Flera dagar senare besöker Princess Toadstool Mario, Luigi och Yoshi. De har vräkt i sig King Koopas mat och Luigi och Yoshi beter sig som hönor. Mario däremot, har inte ätit lika mycket som de andra, och har därför klarat sig. Mario och Princess Toadstool upptäcker att även grottmänniskorna beter sig som hönor.                                     |
| 7  | Born to Ride                    | 1991-10-26     | Paul Dell Steven Weiss            | Mario och Luigi sätter in ett handfat i ett hus i Dome City. De använder bambupinnar som rör för att leda vattnet till huset. När de är klara testar Mario kranen, men den fungerar inte. De går ut för att se vad som är fel, och upptäcker då att Yoshi har ätit upp rören. De blir arga på honom och Yoshi bestämmer sig för att flytta därifrån. På vägen möter han DinoRiders, ett motorcykelgäng, som får honom med sig. De utnyttjar honom för att kidnappa Mario, Luigi och Princess Toadstool, för att få en belöning av King Koopa. |
| 8  | Party Line                      | 1991-11-02     | Phil Harnage Frank Ridgeway       | Mario upptäcker att det är väldigt farligt att bo i Dinosaur World (Dinosaur Land) och att alla skadar sig hela tiden. Det som behövs är ett nödnummer att ringa. Problemet är bara att det inte finns några telefoner. Då kommer Mario på idén att binda ihop lianer och sätta kokosnötter i ändarna, vilket fungerar bra. De drar lianer mellan alla hus och grottmänniskorna blir jätteglada. Problemet som då uppstår är att alla pratar med varandra hela tiden och ingen märker farorna som uppstår utanför. |
| 9  | Gopher Bash                     | 1991-11-09     | Brooks Wachtel                    | Luigi försöker lära grottmänniskorna att odla, men det lyckas dock inget vidare. När de håller på spanar King Koopa och Cheatsy Koopa (Larry Koopa) på dem. Cheatsy samlar flera Monty Moles under jorden och drar ned grönsakerna när de kommer upp. Istället sticker de upp Piranha Plants som omringar Mario, Luigi och Yoshi. |
| 10 | Rock TV                         | 1991-11-16     | George Shea                       | King Koopa kommer på att han inte har gjort något ont på ett tag och funderar ut en bra plan. Han bygger en stor TV och klär ut sig till människa, för att sedan visa sig i den stora TV:n. Alla grottmänniskor är där för att titta och King Koopa visar exempel på vad som kommer att sändas. Han ber alla att köpa en så kallad Rock TV, för tio coins, som man kan ha i sin egen grotta och titta på TV. I varje Rock TV sitter en Koopa Wizard (Magikoopa) som hypnotiserar tittarna att föra Mario och Luigi till honom. |
| 11 | The Yoshi Shuffle               | 1991-11-23     | Kristofor Brown                   | Mario upptäcker att grottmänniskorna är väldigt dåliga på att samarbeta. När Luigi visar en amerikansk fotboll i sten som han har gjort, kommer Mario på idén att lära grottmänniskorna att samarbeta genom att spela amerikansk fotboll. De börjar matchen och bollen flyger iväg väldigt långt. Luigi och Yoshi jagar den och väl framme stöter Luigi på en Koopa Wizard (Magikoopa), som förvandlar honom till ett ägg. Bully (Roy Koopa) och Cheatsy Koopa (Larry Koopa) ser detta från en buske och när Mario och Yoshi kommer rusande tar Mario och Yoshi ägget och hoppar in i en Warp Pipe, som leder till Neon Castle (Bowser's Castle). Där blir de tillfångatagna och blir utmanade på en match i amerikansk fotboll mot Koopalings. |
| 12 | A Little Learning               | 1991-11-30     | Martha Moran                      | Princess Toadstool har öppnat en skola för grottmänniskobarnen och Yoshi i Dome City. Hip (Lemmy Koopa) och Hop Koopa (Iggy Koopa) börjar också skolan, trots att de inte får för King Koopa. En dag när barnen ska bygga olika saker i klassrummet till en tävling, för att sedan visa för föräldrarna, bygger Hip och Hop en vulkan som kan spruta lava, och mixtrar lite med Yoshis och Oogtars bidrag. |
| 13 | Mama Luigi                      | 1991-12-07     | Phil Harnage                      | När Yoshi ska sova vill han att Luigi först ska berätta för honom hur det gick till Luigi hittade Yoshi första gången. Luigi berättar hur Princess Toadstool blev kidnappad, hur han hittade Yoshi och alla äventyr som de råkade ut för, och hur Yoshi räddade Princess Toadstool. Historien utspelar sig innan spelet och den överensstämmer inte med det. |

## På TV, VHS och DVD
Serien sändes första gången på den amerikanska kanalen NBC 1991 tillsammans med Captain N: The Game Master. I reklamfilmerna kallades serien felaktigt för Super Mario Bros. 4, vilket var det namnet som först var tänkt till spelet.
Episoden The Night Before Cave Christmas släpptes på VHS 1996 i Storbritannien tillsammans med Koopa Klaus och Santa Claus Is Coming to Flatbush, båda från serien The Super Mario Bros. Super Show!, under namnet Super Mario Bros. Super Christmas Adventures.
Alla avsnitten har även getts ut på DVD:erna Yoshi the Superstar och Koopa's Stone Age Quests. Avsnittet A Little Learning fanns även på VHS i Storbritannien. Den 13 november 2007 släpptes alla avsnitten på DVD i region 1 tillsammans med den tredje säsongen av Captain N: The Game Master på DVD under namnet Captain N and the New Super Mario World.

### Fotnoter
1. ↑  ”Captain N and the New Super Mario World - The Complete Series” (på engelska). TV Shows on DVD. 13 november 2007. Arkiverad från originalet den 8 december 2015. https://web.archive.org/web/20151208111027/http://www.tvshowsondvd.com/releases/Captain-N-New-Super-Mario-World-Complete-Series/7147. Läst 30 november 2015.